# 興禅院 (川口市)
興禅院（こうぜんいん）は、埼玉県川口市にある曹洞宗の寺院。

## 歴史
1546年（天文15年）、助天当益によって開山された。助天当益は法性寺の第3世住職である。
当寺の本尊は釈迦如来像である。1687年（貞享4年）、相模国都筑郡白根村（現・神奈川県横浜市旭区）を知行とする旗本藤川重定が父重昌の供養のため、藤川家の菩提寺である正円寺から当寺に移されたものである。
墓地には、伊奈氏の家臣富田氏一族の墓がある。
また、当寺の境内には「弁財天堂」があり、弁財天が祀られている。そこにはこま犬ならぬ「こま蛇」が安置されている。この地には元々大蛇伝説が言い伝えられており、川口市の無形民俗文化財に指定されている「安行原の蛇造り」もこの伝説に基づくものである。この「こま蛇」は、他地域のものとは異なり、「愛くるしい」表情になっているのが特徴である。

## 文化財
- 木造釈迦如来坐像（川口市指定有形文化財 平成15年3月20日指定）[4]

## 交通アクセス
- 戸塚安行駅より徒歩16分。